# 尼古拉·布达林
尼古拉·米哈伊洛维奇·布达林（俄語：Никола́й Миха́йлович Буда́рин，1953年4月29日—）是俄罗斯政治人物，已退役宇航员，俄罗斯第82位宇航员， 世界第326位宇航员。

## 早年
1953年出生在苏联楚瓦什共和国阿拉特里區基里亚。1979年毕业于奥尔忠尼启则莫斯科航空学院，获得机械工程学位。自1976年以来，他一直在科罗廖夫能源火箭航天集团担任工程师。

## 宇航员生涯
1989年2月，他成为测试宇航员候选人。1989年9月至1991年1月在加加林宇航员培训中心接受基础太空训练课程并通过了考验，获得测试宇航员资格。1991年2月至1993年12月参加了联盟-TM系列载人飞船与和平号空间站对接任务的高级专业培训。

### 第一次
1995年6月27日至9月11日，他作为飞行工程师，与阿纳托利·索洛维约夫参加了前往和平号空间站的第19次远征任务。这是俄罗斯宇航员首次乘坐美国的航天飞机（亚特兰蒂斯号，STS-71）前往空间站。7月14日，他进行了生涯中的第一次太空行走，共持续5小时34分钟。任务期间，他一共进行了3次舱外活动任务，共计14小时17分。任务结束后乘坐联盟TM-21返回地球。本次任务总时长75天11小时20分。

### 第二次
1998年1月29日至8月25日，作为联盟TM-27的飞行工程师，参加了前往和平号空间站的第25次远征任务。在执行任务期间，他一共进行了5次舱外活动，共计30小时8分钟。任务结束后乘坐联盟TM-27返回地球。本次任务总时长207天12小时51分。

### 第三次

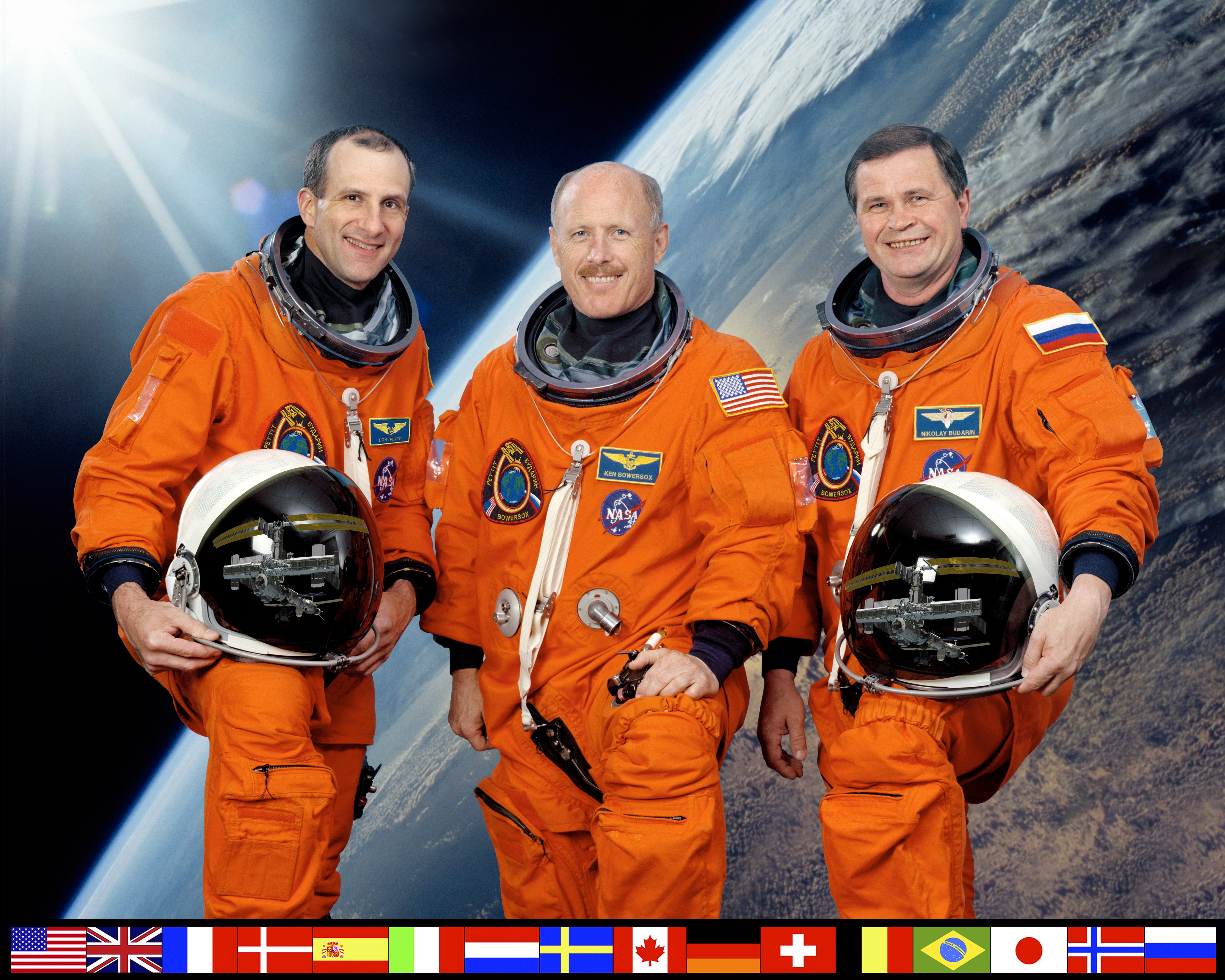
远征6队员

格林尼治时间2002年11月24日0时49分，美国奋进号航天飞机从佛罗里达州肯尼迪航天中心发射升空，执行编号为STS-113的太空飞行任务。机上载有7名机组人员，其中布达林和美国宇航员肯·鲍尔索克斯、唐纳德·佩蒂特是远征6任务成员。
2003年2月1日，哥伦比亚号航天飞机STS-107发射任务发生空难，造成机上7名成员全部遇难。同日，美国航空航天局决定对哥伦比亚号航天飞机出事原因进行调查，期间暂停所有航天飞机飞行。当时仍在国际空间站执行任务的他和同事的身心受到了巨大打击。2月4日，他们在空间站通过无线电通讯方式参加了遇难者悼念仪式。
格林尼治时间2003年5月4日2点07分（北京时间10点07分），布达林、鲍尔索克斯和佩蒂特乘坐联盟TMA-1返回舱在哈萨克斯坦阿尔卡雷克以北55英里处安全降落。这个降落地点偏离了预定降落地点440公里，致使俄罗斯救援人员搜寻了近两个小时。
生涯统计
| # | 发射载具             | 发射时间（UTC）       | 任务代号         | 着陆载具             | 着陆时间（UTC）      | 时长总计      | 舱外活动次数 | 舱外活动时长 |
| - | -------------------- | --------------------- | ---------------- | -------------------- | -------------------- | ------------- | ------------ | ------------ |
| 1 | 亚特兰蒂斯号航天飞机 | 1995年6月27日19时32分 | STS-71，EO-19    | 亚特兰蒂斯号航天飞机 | 1995年9月11日6时52分 | 75日11时20分  | 3            | 14时17分     |
| 1 | 联盟TM-27            | 1998年1月29日16时33分 | 联盟TM-27，EO-25 | 联盟TM-27            | 1998年8月25日5时22分 | 207日12时51分 | 5            | 30时8分      |
| 2 | 奋进号航天飞机       | 2002年11月24日0时49分 | STS-113，远征6   | 联盟TMA-1            | 2003年5月4日2时7分   | 161日1时18分  | 0            | 0            |
|   |                      |                       |                  |                      |                      | 444日1时29分  | 8            | 44时25分     |

## 退役
自2007年12月以来，他是统一俄罗斯党在俄罗斯第五届国家杜马的议员。

## 荣誉
- 戰功獎章[10]
- 三枚美國宇航局太空飛行獎章
- 俄罗斯联邦宇航员和俄罗斯联邦英雄荣誉称号（1995年）
- 哈萨克斯坦奥坦勋章（1998年）
- 三级“祖国功勋”勋章（1998年）
- 二级“祖国功勋”勋章（2004年）
- 太空探索優異獎章（2011年）[11]

## 图集

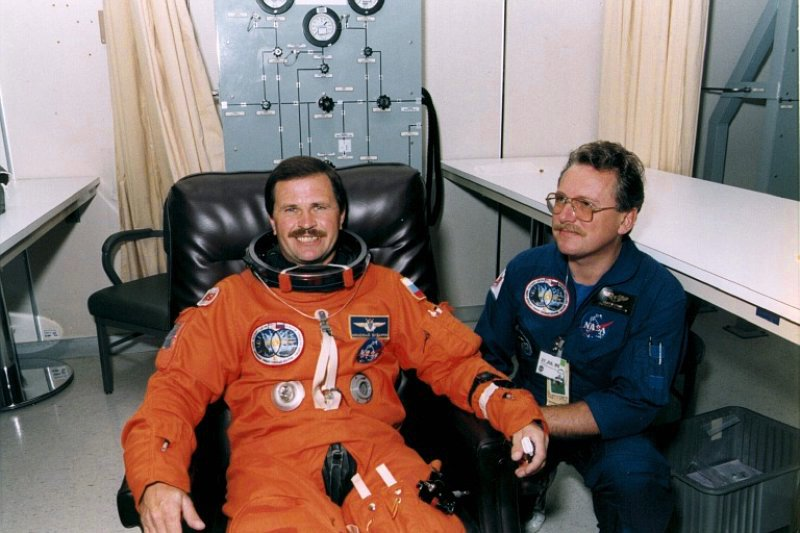
STS-71
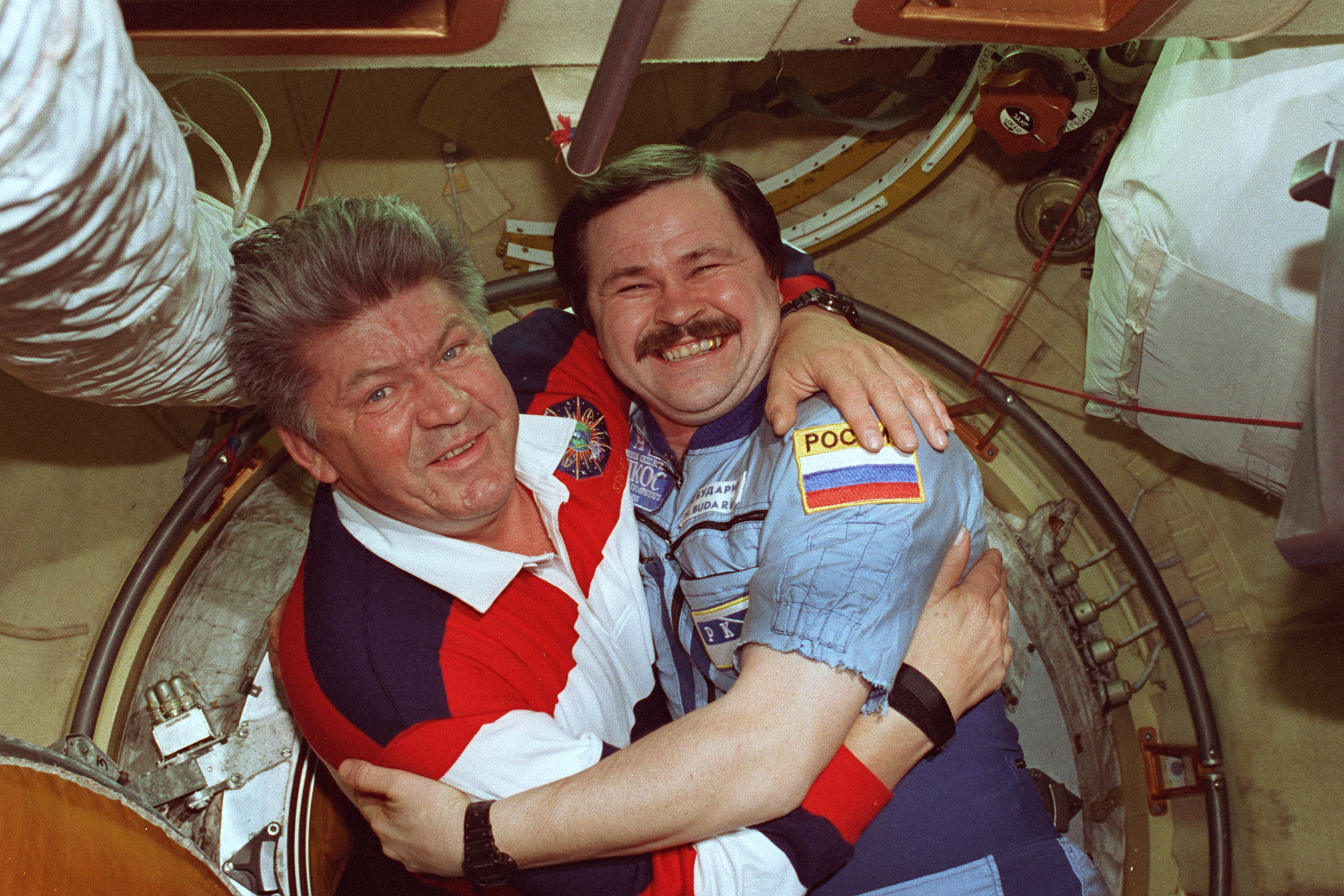
布达林与瓦列里·柳明
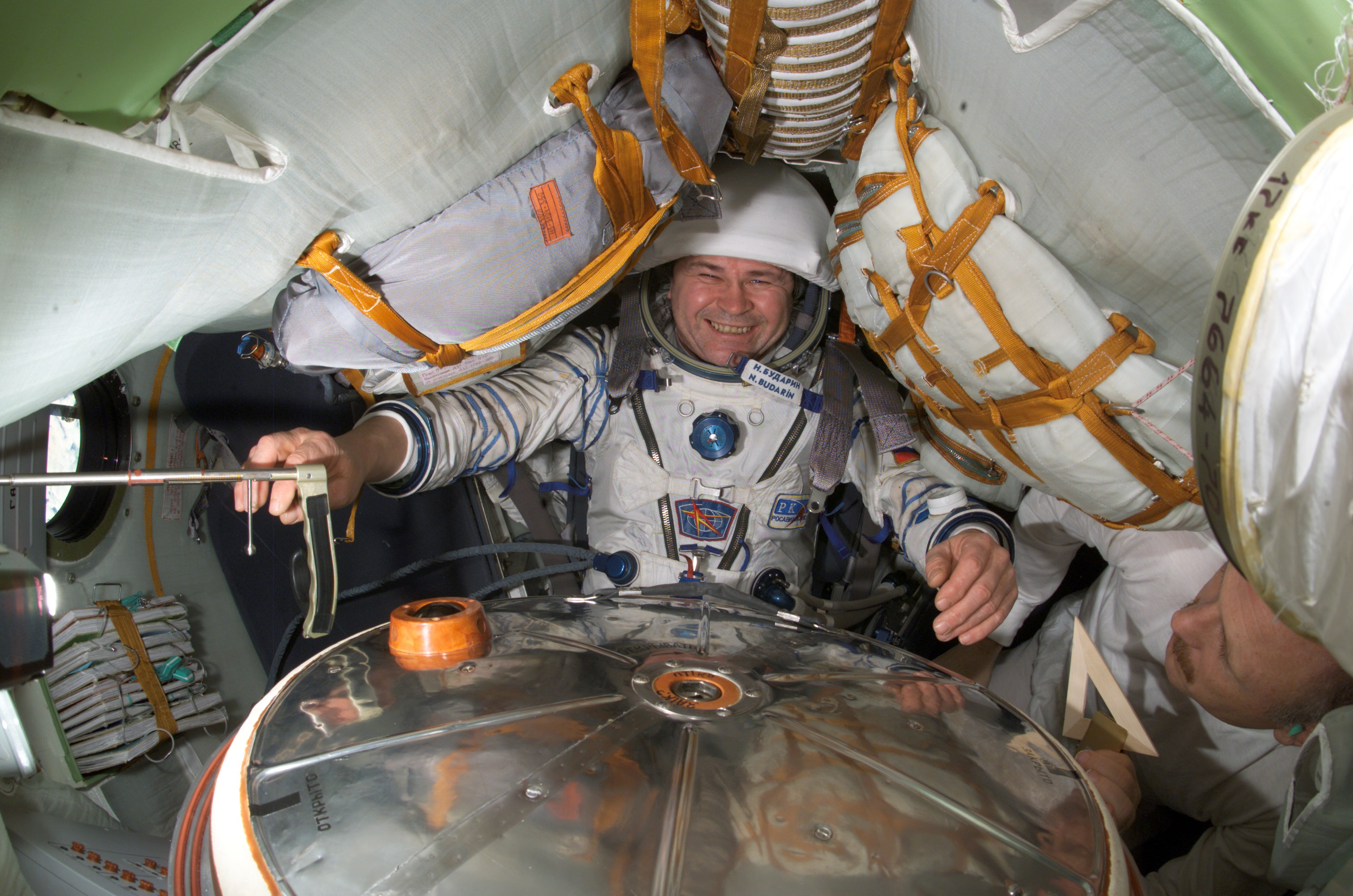
任务中
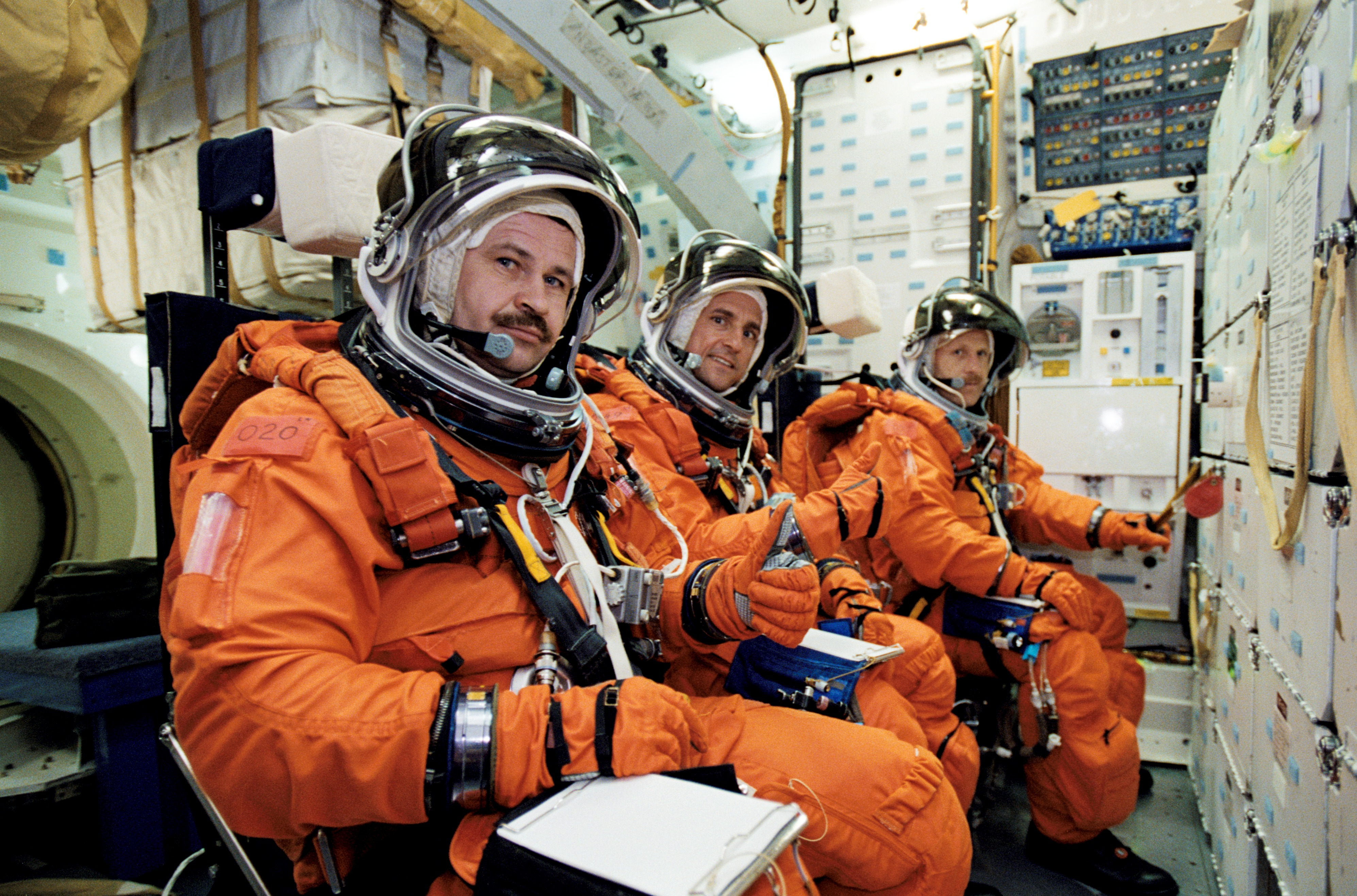
远征6任务前训练
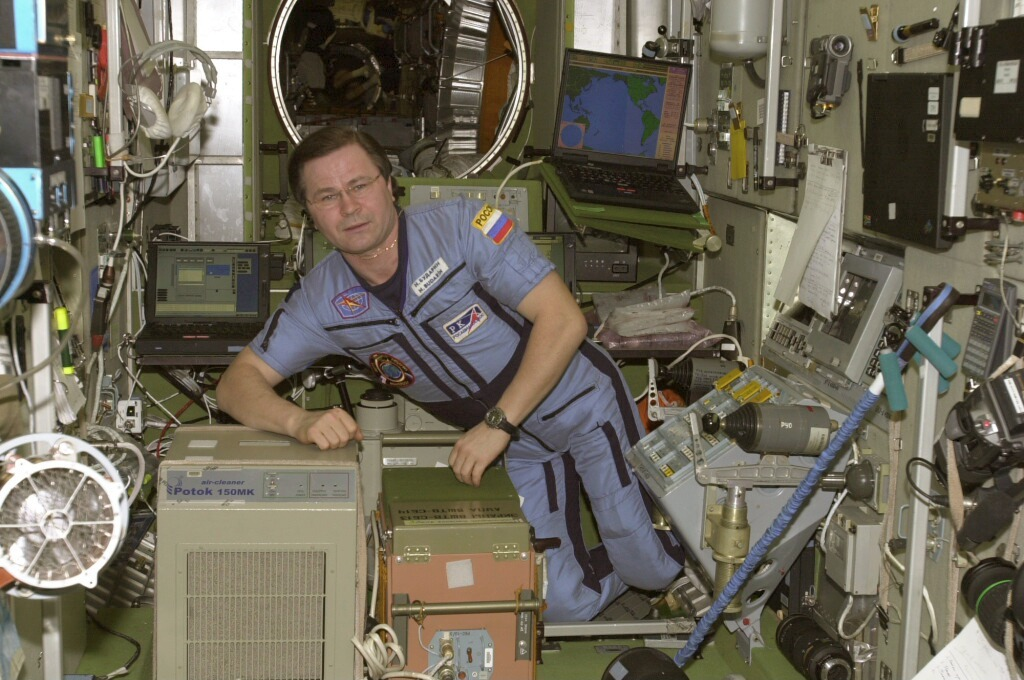
布达林在星辰号服务舱